# 29869 Chiarabarbara
29869 Chiarabarbara è un asteroide della fascia principale. Scoperto nel 1999, presenta un'orbita caratterizzata da un semiasse maggiore pari a 3,0793614 UA e da un'eccentricità di 0,0359026, inclinata di 15,56381° rispetto all'eclittica.